# Волкодав из рода Серых Псов
«Волкода́в из ро́да Се́рых псов» — российский фильм режиссёра Николая Лебедева в жанре славянское фэнтези, снятый в 2006 году. Вольная экранизация романа Марии Семёновой «Волкодав».
Фильм рассказывает о вымышленном мире, который обладает многими узнаваемыми, стереотипными и фантастическими чертами языческой, дохристианской Руси, и о странствующем воине Волкодаве, всегда сражающемся на стороне добра, защищающем слабых и мстящем убийцам своих родичей.
Широкий прокат картины в России начался 28 декабря 2006 года. «Волкодав» получил неодобрительные отзывы кинокритиков, однако имел успех в российском прокате, стал одним из самых кассовых российских фильмов своего времени и полностью окупил свой бюджет.
В 2007 году был выпущен телевизионный приквел к фильму — телесериал «Молодой Волкодав», рассказывающий о молодости главного героя.

По фильму была для платформы Microsoft Windows создана компанией Gaijin Entertainment видеоигра.

## Съёмки
Права на экранизацию были проданы ещё в 2000 году автору книги, Марии Семёновой. Режиссёром сперва был назначен Джаник Файзиев. Однако первая попытка экранизации была заморожена.
В 2005—2006 годах проект экранизации «Волкодава» был воскрешён режиссёром и сценаристом Николаем Лебедевым. Он написал черновой вариант сценария и обсудил его с писательницей. В ходе обсуждения, по словам Семёновой, они «11 часов орали друг на друга и расстались… друзьями». Сценарий Лебедева содержал ряд отступлений от оригинала, причём первоначальный вариант отступал от книги значительно больше.
Натурные съёмки проходили в Словакии, где пейзажи сочли достаточно колоритными, чтобы представлять сказочные земли.
Исполнитель главной роли Александр Бухаров все трюки выполнял самостоятельно, о чём в одном из своих интервью сказал: «Я действительно во всех боях, скачках, трюковых моментах старался участвовать сам. Не из-за пустой бравады. За каждое движение, шаг, взгляд — за все, что будет происходить в кадре — я хотел отвечать сам. Это было важно не столько для зрителей, сколько для меня». Постановкой боевых сцен и трюков занимался словацкий специалист Густав Куселица, известный по работам в фильмах «Сердце дракона», «Гладиатор» и др.
Заметную роль в фильме сыграли летучие мыши. Вместо рисованной анимации создатели фильма прибегли к помощи крыланов — животных, обитающих в Юго-Восточной Азии и легко поддающихся дрессировке.
Премьера фильма в кинотеатрах должна была сначала состояться 1 января 2007 года, подобно «Дневному дозору», использовавшему слоган «Первый фильм года», но состоялась раньше — 28 декабря 2006 года.
В поддержку фильма группой «Алиса» был снят видеоклип на песню «На пороге неба» — в его декорациях и с использованием сцен из фильма. В сам фильм песня не вошла.

## Сюжет
Средь бела дня разбойничья армия сегванов под предводительством Людоеда и Жадобы уничтожает мирное поселение веннского рода Серых псов. Людоед убивает отца одного из мальчишек у того на глазах, а беременную мать отдаёт Жадобе. Последний хладнокровно протыкает мечом мать мальчика и берёт меч отца, подаренный одним из сегванов.
Спустя много лет возмужавший Волкодав проникает в замок Людоеда, убивает его самого и сжигает замок. Спасаясь от пожара и приспешников врага, Волкодав помогает бежать рабыне-наложнице Ниилит и мудрецу Тилорну, построившему замок.
Волкодав, взявший на себя бремя в виде этих двух попутчиков, нанимается охранником обоза, едущего в стольный Галирад. По пути на обоз нападает шайка злодеев, которыми командует жрец в маске — Жадоба. Волкодав бьётся с разбойниками, отрубает их предводителю руку и забирает его меч, некогда выкованный отцом Волкодава.
В Галираде Волкодава хотят бросить в темницу и наутро казнить, узнав меч Жадобы, лица которого никто никогда не видел. Дочь галирадского владыки, кнесинка Елень, освобождает Серого пса, берет его своим телохранителем и даже возвращает ему меч, который Волкодав отдал в выкуп за молодого раба Эвриха.
Елень сосватана за Винитара, сына Людоеда, и отправляется в долгий путь к его владениям. Кнес надеется, что взамен Винитар поможет снять с города проклятье, из-за которого тучи вечно скрывают солнце. С кнесинкой едут Волкодав как охранник, воительница Эртан, брат невесты Лучезар и ряд других воинов. По дороге происходит несколько стычек с людьми Жадобы, а также встреча со смешным племенем харюков. Кнесинка открывается Волкодаву, что испытывает к нему сильные чувства и готова ему отдаться. Но герой держит слово и не поддается на соблазн.
Кнесинку неожиданно похищают при пособничестве Лучезара, пока опоённый Волкодав спал. Его застает разъярённый Винитар, который бросается на венна с мечом. В это время Жадоба намеревается принести девушку в жертву своей богине Моране, чтобы открыть ей портал обратно в мир. Ему пытаются помешать Волкодав и Винитар с его воинами, которые врываются в цитадель врага и бьются с его людьми. В поединке с Жадобой Волкодав получает смертельные ранения от того, но всё же сбрасывает Жадобу в пропасть. Винитара же Жадоба во время поединка отбросил в стенку скалы. Морана в облике огромного смерча появляется перед Волкодавом. Бог Грома дарует герою силу победить воплощенную смерть сверкающим мечом. Лучезар был превращён Мораной в каменную статую и в конце рассыпался.
После этого Винитар отказывается от невесты и отдает её Волкодаву.

## Отзывы критиков
«Волкодав» был встречен российской прессой с неодобрением. По данным агрегатора рецензий «Критиканство.ру», из 19 профессиональных рецензий фильм получил положительную только от сайта «Ruskino.ru», все прочие рецензии были либо нейтральными, либо негативными. Роман Волобуев в журнале «Афиша» писал, что «это даже не „Властелин колец“ для бедных, а скорее какой-нибудь „Финист — Ясный сокол“, переснятый злым, не особо ловким на руку подростком». По мнению Юрия Лущинского с сайта «Kg-portal.ru», «„Волкодав“ набит несуразностями типа „флэшбеки на троих с наложенными индейскими мотивами“ под самую крышечку». Петр Тюленев в журнале «Мир фантастики» критиковал фильм за сильное отступление от книжного оригинала: «Если над персонажами и сюжетом проведена такая большая работа, если сценарий написан фактически с нуля, — зачем было покупать права на экранизацию и называть фильм „Волкодав“?». Картину также критиковали за вторичность и заимствование образов из классики кинофэнтези, в особенности фильмов «Конан-варвар» и «Властелин колец».
Как положительную сторону фильма рецензенты отметили визуальную красоту. Николай Пегасов в журнале «Игромания» отметил, что «фильм слаб сюжетно, но силён технически». С ним согласен Алекс Экслер: «Масштаб съемок, эффектов и декораций для российского фильма — действительно впечатляющий».

## Прокат
По словам директора по дистрибуции компании «Централ партнершип Sales House» Марка Лоло, «… фильм собрал в прокате 21 млн долларов США. 50 % остаётся в кинотеатрах, 50 % попадает прокатчику. Минус рекламная кампания. Фильм не только окупился, но и принёс денег, плюс продажи на DVD, плюс продажи на телевидение и плюс зарубежные продажи».

## Основные изменения в фильме по сравнению с книгой
Фильм является вольной экранизацией романа Марии Семёновой «Волкодав». Сценарист и режиссёр Николай Лебедев сделал ряд отступлений от оригинального сюжета. При почти полном совпадении завязок романа и фильма по мере развития сюжеты расходятся всё больше и приводят к совершенно различным финалам.
Основные изменения в фильме по сравнению с книгой:
- Жадоба в романе — атаман разбойников, не владеющий магией, и в нападении на племя Серых псов он не участвовал. В фильме он — жрец Мораны и гораздо более значительная фигура.
- Тилорн, согласно роману, был пришельцем из другого мира[14]. В фильме об этом не упоминается. Также в книге Тилорн на самом деле молод, а стариком поначалу казался только из-за последствий заключения в замке Людоеда.
- В книге отсутствует сюжетная линия воскрешения Мораны, она лишь упоминается, как богиня смерти у некоторых племен. Банда Жадобы охотилась за кнесинкой по заказу Лучезара.
- В книге нет и проклятия, которое висит над Галирадом и которое служит причиной многих событий фильма.
- В книге Винитар не отрекался от кнесинки, а в заключительной части пенталогии рассказывается об их состоявшемся браке. Любовь кнесинки и Волкодава (точнее, ответные чувства со стороны Волкодава) — режиссёрская придумка.
- Гибель Лучезара в поединке с Волкодавом заменена магическим превращением его в камень.
- В фильме удалена линия с Оленюшкой, девочкой, подарившей Волкодаву бусину, после чего он фактически стал её женихом.

## В ролях
| Актёр               | Роль                                             |
| ------------------- | ------------------------------------------------ |
| Александр Бухаров   | Волкодав                                         |
| Оксана Акиньшина    | кнесинка Елень Глуздовна (озвучила Ирина Лачина) |
| Евгения Свиридова   | Ниилит                                           |
| Андрей Руденский    | Тилорн (озвучил Евгений Миронов)                 |
| Артём Семакин       | Эврих                                            |
| Наталья Варлей      | мать Кендарат                                    |
| Нина Усатова        | предводительница харюков                         |
| Сергей Степанченко  | советник предводительницы                        |
| Резо Эсадзе         | Иллад                                            |
| Александр Домогаров | Людоед (Винитарий)                               |
| Александр Дьяченко  | Канаон                                           |
| Геннадий Макоев     | Жадоба                                           |
| Татьяна Лютаева     | лекарка                                          |

| Актёр                | Роль                                          |
| -------------------- | --------------------------------------------- |
| Анатолий Белый       | Винитар                                       |
| Евгения Тодорашко    | Хайгал                                        |
| Пётр Зайченко        | Фитела                                        |
| Юозас Будрайтис      | Дунгорм                                       |
| Лилиан Наврозашвили  | Эртан                                         |
| Леонид Кулагин       | кнес Глузд Несмеянович                        |
| Игорь Петренко       | Лучезар Лугинич                               |
| Илья Соколовский     | Бравлин                                       |
| Елизавета Арзамасова | девочка, увидевшая, как Канаон убивает Эвриха |
| Данилевский Олег     | телохранитель кнесинки                        |
| Алексей Королев      | отец Волкодава                                |
| Вера Иванова         | Верея                                         |
| Владимир Коппалов    | Жрец богов-близнецов                          |
| Елена Королёва       | молельщица в храме                            |

## Награды и номинации
| Награды и номинации              | Награды и номинации                    | Награды и номинации                  | Награды и номинации | Награды и номинации |
| Награда                          | Категория                              | Номинант                             | Результат           |                     |
| -------------------------------- | -------------------------------------- | ------------------------------------ | ------------------- | ------------------- |
| «Золотой орёл»                   | «Лучшая работа художника—постановщика» | Людмила Кусакова, Марат Ким          | Победа              |                     |
| «Золотой орёл»                   | «Лучшая работа художника по костюмам»  | Светлана Титова                      | Номинация           |                     |
| MTV Russia Movie Awards          | «Лучшая драка или сражение»            |                                      | Победа              |                     |
| MTV Russia Movie Awards          | «Лучший фильм»                         |                                      | Номинация           |                     |
| MTV Russia Movie Awards          | «Лучшая мужская роль»                  | Александр Бухаров                    | Номинация           |                     |
| MTV Russia Movie Awards          | «Лучший кинозлодей»                    | Александр Домогаров                  | Номинация           |                     |
| MTV Russia Movie Awards          | «Прорыв года»                          | Александр Бухаров                    | Номинация           |                     |
| MTV Russia Movie Awards          | «Лучший поцелуй»                       | Оксана Акиньшина и Александр Бухаров | Номинация           |                     |
| MTV Russia Movie Awards          | «Лучший саундтрек»                     | «На пороге неба» — «Алиса»           | Номинация           |                     |
| «Ника»                           | «Лучшая работа художника по костюмам»  | Светлана Титова                      | Номинация           |                     |
| Toronto After Dark Film Festival | «Лучший художественный фильм»          |                                      | Номинация           |                     |